# Sistema Universitario del Norte de Texas

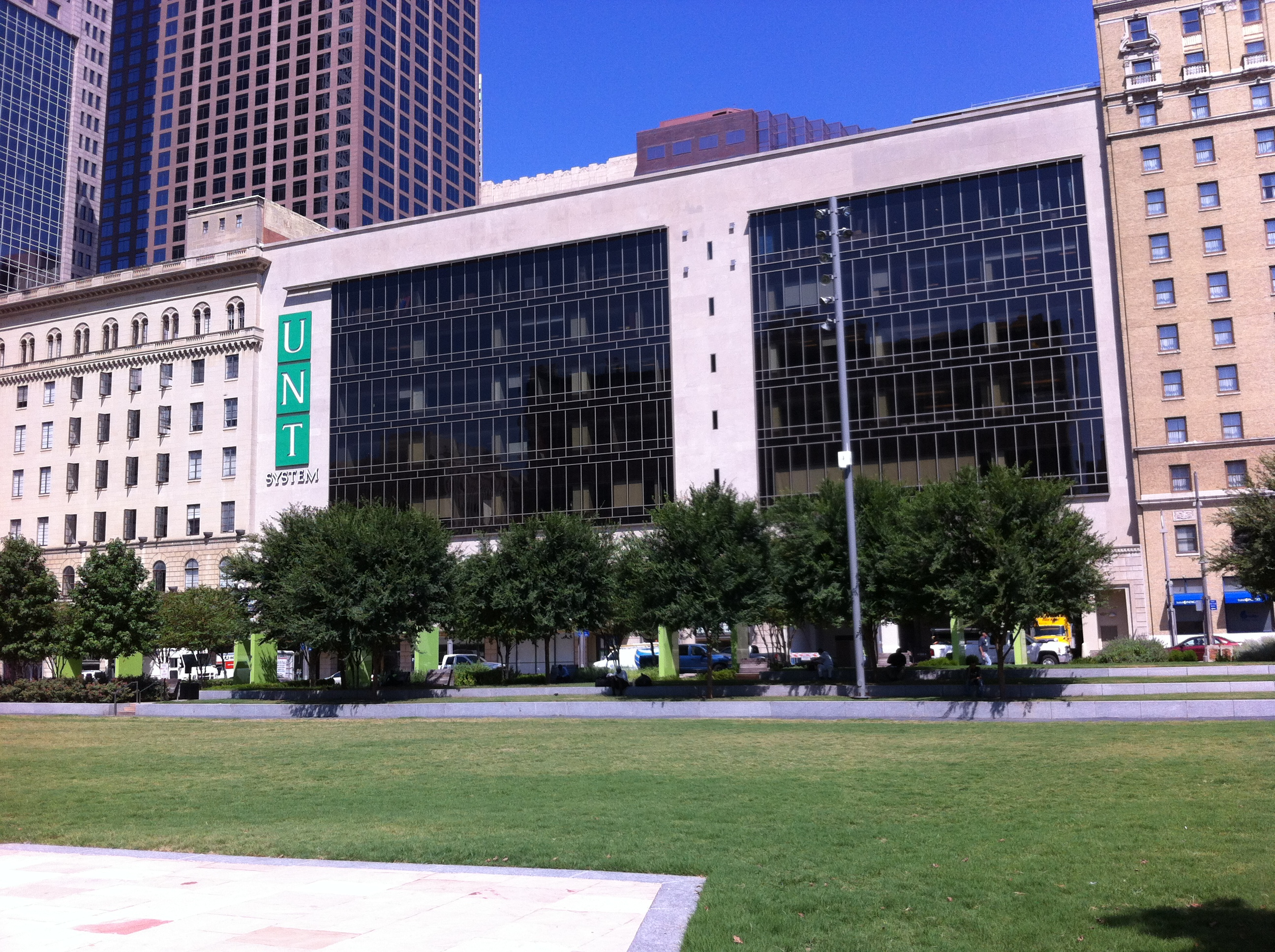
Sede del sistema.

El Sistema Universitario del Norte de Texas, también conocido como Sistema UNT, es una red de universidades del Estado de Texas, en Estados Unidos. En la actualidad, está compuesta por cuatro universidades:
- Universidad del Norte de Texas
- University of North Texas Health Science Center
- University of North Texas at Dallas
- University of North Texas at Dallas College of Law

El sistema tiene su sede en Dallas.